# SN 2007tp
SN 2007tp – supernowa typu Ia odkryta 10 października 2007 roku w galaktyce A023023-0913. Jej jasność pozostaje nieznana.